# Obrońca (film)
Obrońca (tytuł oryg.: The Protector; Conway – tytuł kanadyjskiego dystrybutora, Body Armor – tytuł video) – niezależny film sensacyjny z roku 1998.

## Obsada
- Matt McColm jako Kenneth James Conway
- Ron Perlman jako dr. Ramsey Krago
- Annabel Schofield jako Marisa
- Carol Alt jako agent Monica McBride
- Morgan Brittany jako Sloane Matthews
- Clint Howard jako Hutch
- John Rhys-Davies jako Rasheed
- Michael Paul Chan jako dr. Anthony Mane
- Rodger LaRue jako agent Leo Dumass
- Jack Gill jako dr. Stanley Erhardt
- Kane Hodder jako strażnik

## Opis fabuły
Ken Conway (Matt McColm), były wojskowy, a obecnie prywatny detektyw, przyjmuje zlecenie od swojej byłej narzeczonej, Marisy. Ma odnaleźć zaginionego naukowca, który ostatnio pracował u doktora Ramseya Krago. Pod zmienioną tożsamością, jako doktor Telly, okrywa, że ów badacz ma kryminalną przeszłość i prowadzi podejrzane eksperymenty na ludziach. Conway dowiaduje się, że tworzy on śmiertelnie niebezpieczne wirusy i sprzedaje zamożnym jednostkom antidotum. W niedalekiej przyszłości Krago zamierza wprowadzić w życie swój niecny plan i uwolnić do atmosfery śmiercionośne zarazki. Ken postanawia donieść o tym policji, jednak dowiaduje się, że został zainfekowany śmiercionośnym wirusem i pozostaje mu czterdzieści osiem godzin życia, jeżeli nie zdoła zdobyć lekarstwa. W jego posiadaniu jest jedynie obłąkaniec Krago.